# Dikers
Dikers es una banda española de rock fundada en 1998 por Iker Piedrafita, hijo de Alfredo Piedrafita, exmiembro de la banda de rock navarra Barricada. Son considerados pioneros del punk rock melódico en España.

## Trayectoria
Dikers se formó en el verano de 1998. Sus componentes fueron Iker Piedrafita, Iñaki Urroz, David Cuesta y Roberto Urzaiz, teniendo alrededor de 17 años. Al año siguiente salió su primer CD, titulado ¿A qué esperamos?, para el sello Dro. Ese mismo año participaron en el Warped Tour.
Se producen cambios en la formación: David Cuesta y David Karrika (este ya había sustituido a Roberto Urzaiz) abandonan el grupo, con lo que la formación se queda con Iker, como guitarra y voz, Iñaki Urroz, bajo y coros, Gorka Urzaiz, guitarra solista y coros y Rikar Martínez, batería Con esta formación, en marzo de 2001 salió a la venta su segundo trabajo, Se escribe sin "C". Este segundo CD, aunque siguió la línea del anterior, fue un disco más maduro, con más matices, pero no por eso menos roquero. Incluyó doce temas nuevos más una versión de "With or Without You" de U2, tema para el que el propio grupo irlandés, tras escucharlo, dio uno de los cuatro permisos que concedieron de entre las más de treinta peticiones de todo el mundo. En este CD hubo colaboraciones, como la de El Drogas de Barricada, que adaptó la letra de la versión de U2  y, sobre todo, Kutxi Romero, de Marea, quien además de cantar, colaboró con algunas letras. Gorka Urbizu, cantante y guitarra de Berri Txarrak, también colabora en la canción "Aprende a desconfiar".
Las diferencias entre el grupo y su hasta entonces compañía de discos Warner Dro, les llevó a romper el contrato y fichar por una independiente (E.D.G. Music). En octubre de 2002 salió a la venta su tercer CD, Dale gas, sin duda el disco más roquero de todos, en el que ya queda clara la línea del grupo. El disco fue grabado y producido por Iker en su estudio llamado “El sótano”. En este trabajo volvieron a colaborar Kutxi Romero y el Drogas, a los que se les unió Juankar (Boikot) en “Tengo un plan”.
Tras el abandono de Gorka Urzaiz, la banda decide continuar como trío, formato en el que continuarían hasta la disolución del grupo. En febrero de 2005 fichan por Locomotive Music y comienzan a grabar su cuarto trabajo, Las noches que me inventé. Se grabó bajo la producción de Iker, en su estudio "El Sótano", en Sonora (Madrid) y en Sonido XXI. La gira de este álbum les llevó a tocar en España, Alemania y Suiza.
En abril de 2008 salió a la venta el siguiente álbum llamado Carrusel. Siguió la línea de los discos anteriores, pero con un toque muy comercial y unas letras más maduras dedicadas a historias y cosas cotidianas de la vida. Contó con la colaboración de Dani (Despistaos) y de Alfredo Piedrafita. Dikers estuvieron de gira en primavera de 2009 por toda España con el grupo de pop punk NoWayOut. Dos años después, Iñaki Urroz abandonó la agrupación debido a motivos personales. Ubaldo Puente, bajista de Dkuajo, fue el nuevo integrante. También salió del grupo el batería Rikar Martínez por motivos laborales, y en su lugar entró Sergio Izquierdo, de Big Member. Dikers grabó su siguiente disco en verano de 2011.
El 6 de marzo de 2012 salió a la venta el siguiente trabajo de Dikers, llamado Casi nunca llueve.
Constó de 12 canciones y dos sencillos, "Corazón de trapo" y "Casi nunca llueve".
También volvió a encontrar colaboraciones de Alfredo Piedrafita, quien escribió y cantó el tema "El temporal", además de escribir el tema de "Corazón de trapo"; Kutxi Romero escribió la letra de "Casi nunca llueve". A finales de 2014, Ubaldo Puente abandonó la agrupación por motivos laborales y fue sustituido por Ibán Viedma
Tras un tiempo más o menos largo de inactividad (entre otras cosas, porque Iker fue padre), en 2015 salió el último álbum de Dikers llamado Vértigo. A comienzos del 2016, Iker Piedrafita anuncia su retirada de los escenarios por problemas de salud, con el consiguiente cese de actividad de la banda.
Tras varios años de silencio absoluto, Dikers colaboran en una versión del tema clásico de Barricada Todos Mirando, lanzada por el grupo de ska La Marmita (versión donde también colaborarían Alfredo Piedrafita y los propios Barricada). Por su cuenta también editarían una versión regrabada del tema Mi Sucio Corazón (del disco Dale gas) bajo el sello Beatclap Music, donde colaboran los Bourbon Kings.
En 2023, Dikers colaboran, junto a Estrago, en el sencillo Aquellos Besos del grupo La Piojera.
En 2024, sale a la luz una regrabación del tema Ronco Invierno (del disco Las noches que me inventé) con la colaboración de Jesús Martí, además de un nuevo tema denomninado 200%. Aparte de eso, Dikers también colaboran, junto a Alfredo Piedrafita, Barricada, Gritando en Silencio y Miss Octubre, en el sencillo Alma De Rock del grupo La Sombra Del Grajo.

## Formación
- Iker Piedrafita - Guitarra y voz (1998-2016, 2022-)
- Ibán Viedma - Bajo (2014-2016, 2022-)
- Sergio Izquierdo - Batería (2011-2016, 2022-)

### Otros miembros
- David Cuesta - Guitarra solista (1998-2000)
- Gorka Urzaiz - Guitarra solista (2000-2005)
- Roberto Urzaiz - Batería (1998-2000)
- David Karrika - Batería (2000-2001)
- Rikar Martínez - Batería (2001-2011)
- Iñaki Urroz - Bajo (1998-2011)
- Ubaldo Puente - Bajo (2011-2014)

Línea de tiempo

## Discografía

### Discos de estudio
- ¿A qué esperamos? - 1999
- Se escribe sin "C" - 2001
- Dale gas - 2002
- Las noches que me inventé - 2005
- Carrusel - 2008
- Casi nunca llueve -2012
- Vértigo - 2015

### Sencillos/Videoclips
- "No me importa" - 1998
- "¿A qué esperamos?" - 1998
- "Sigo en pie" - 2001
- "Dale gas" - 2002
- "Las noches que me inventé" - 2005
- "Ronco invierno" - 2005
- "Carrusel" - 2008
- "Corazón de trapo" - 2012
- "Casi nunca llueve" - 2012
- "Cómete la vida" - 2013
- "Pretencioso" - 2015
- "Mi Sucio Corazón - Versión 2022" (con Bourbon Kings) - 2022
- "Ronco Invierno - Versión 2024" (con Jesús Martí) - 2024
- "200%" - 2024
- "Rompiendo Cadenas" (con Apolo 7) - 2024
- "Dueño De Mi Voz" (con Dawn of the maya) - 2024
- "24" - 2024

### Colaboraciones
- La Marmita - "Todos Mirando (Cover de Barricada)" (con Dikers, Alfredo Piedrafita y Barricada) - 2022
- La Piojera - "Aquellos Besos" (con Estrago, Dikers e Iker Piedrafita) - 2023
- La Sombra Del Grajo - "Alma De Rock - Versión 2024" (con Alfredo Piedrafita, Dikers, Barricada, Gritando en Silencio y Miss Octubre) - 2024
- Apolo 7 - "Sin Miedo" (con Dikers) - 2024